# Мілодеж
Мілодеж (рос. Милодеж) — присілок у Лузькому районі Ленінградської області Російської Федерації.
Населення становить 26 осіб. Належить до муніципального утворення Ям-Тьосовське сільське поселення.

## Історія
Згідно із законом від 28 вересня 2004 року № 65-оз належить до муніципального утворення Ям-Тьосовське сільське поселення.

## Населення
| 1879 | 1909 | 1928 | 1965 | 1997 | 2007 | 2010 |
| ---- | ---- | ---- | ---- | ---- | ---- | ---- |
| 306  | ↘260 | ↘219 | ↘116 | ↘50  | ↘29  | ↗30  |
| 2013 |      |      |      |      |      |      |
| ↘26  |      |      |      |      |      |      |